# Alphavirus
Alphavirus (früher: Arbovirus A) ist eine Virus-Gattung der Togaviridae.

## Eigenschaften

Genomkarte der Gattung Alphavirus.

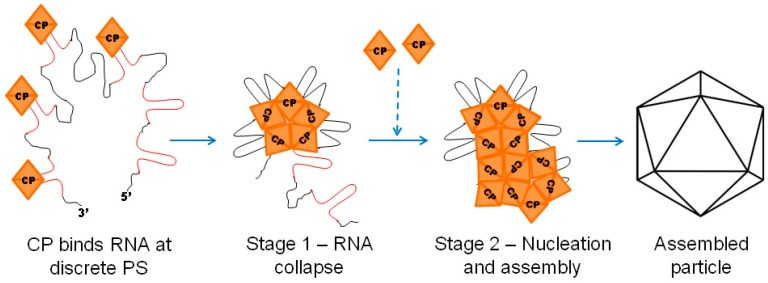
Zusammenbau (Assembly) der Viruspartikel der Gattung Alphavirus.

In diese Gattung sind etwa 20 umhüllte und positiv-einzelsträngige RNA-Viren mit einem Durchmesser von ca. 60 bis 70 Nanometer eingeordnet. Die Virushülle besitzt charakteristische Spikes aus Glykoproteinen. Sie vermehren sich im Cytoplasma und die Nukleinsäure allein ist infektiös.
Alphaviren kommen weltweit vor. Die Krankheitserreger werden vor allem durch Stechmücken (z. B. Anopheles) übertragen (daher der alte Name Arbovirus). Alphaviren können beim Menschen endemisch, epidemisch und sporadische Erkrankungen hervorrufen. Dabei überwiegen gutartige fieberhafte Infekte, die zum Teil mit Exanthem und Gelenkentzündung (Polyarthritis) einhergehen. Bei Tieren kommen aber auch tödliche Erkrankungen mit Beteiligung des Zentralnervensystems vor, wie die Enzephalomyelitiden der Pferde, deren Krankheitsbilder zu den anzeigepflichtigen Tierseuchen gehören.

## Systematik
Die hier wiedergegebene Systematik ist eine herkömmliche Klassifizierung einiger Vertreter nach Wirten und Krankheitssymptomen. Für eine taxonomische Systematik siehe Togaviridae.
Humanpathogene Viren:
- Alphavirus barmah: 
Barmah-Forest-Virus (englisch Barmah Forest virus, BFV; Spezies Alphavirus barmah)
- Alphavirus chikungunya: 
Chikungunya-Virus (engl. Chikungunya virus, CHIKV; Spezies Alphavirus chikungunya)
- Alphavirus everglades:
Everglades-Virus (engl. Everglades virus, EVEV; Spezies Alphavirus everglades)
- Alphavirus mayaro:
Mayaro-Virus (engl. Mayaro virus, MAYV; Spezies Alphavirus mayaro)
- Alphavirus mucambo:
Mucambo-Virus (engl. Mucambo virus, MUCV; Spezies Alphavirus mucambo)
- Alphavirus onyong:
O'Nyong-nyong-Virus (engl. O'nyong-nyong virus, ONNV; Spezies Alphavirus onyong)
- Alphavirus rossriver: 
Ross-River-Virus (engl. Ross River virus, RRV; Spezies Alphavirus rossriver)
- Alphavirus semliki:
Semliki-Forest-Virus (engl. Semliki Forest virus, SFV; Spezies Alphavirus semliki)
- Alphavirus sindbis:
Sindbis-Virus (ebgl. Sindbis virus, SINV; Spezies Alphavirus sindbis)

Tierpathogene Viren:
- bei Pferden
  - Alphavirus eastern:
Eastern-Equine-Encephalomyelitis-Virus (EEEV, alias Eastern-Equine-Encephalitis-Virus, Östliches-Pferdeenzephalitis-Virus; Spezies Alphavirus madariaga),
Erreger der Östlichen Pferdeenzephalomyelitis; Übertragung durch Stechmücken auch auf den Menschen möglich (selten!) → Enzephalitis / Enzephalomyelitis[4]
  - Alphavirus western:
Western-Equine-Encephalomyelitis-Virus (WEEV, alias Westliches-Pferdeenzephalitis-Virus: Spezies Alphavirus western),
Erreger der Westlichen Pferdeenzephalomyelitis; Übertragung durch Stechmücken auch auf den Menschen möglich (selten!) → Enzephalitis / Enzephalomyelitis[5]
  - Alphavirus venezuelan:
Venezuelan Equine Encephalomyelitis Virus (VEEV; Spezies Alphavirus cabassou),
Erreger der Venezolanischen Pferdeenzephalomyelitis
- bei Nagetieren und Vögeln:
  - Alphavirus highlandsj:
Highlands-J-Virus (engl. Highlands J virus, HJV; Spezies Alphavirus highlandsj)
- bei Fischen:
  - Alphavirus salmon:
Salmonid Alphavirus (SAV, alias Salmon pancreas disease virus; Sleeping disease virus, SDV; Spezies Alphavirus salmon)[6][7]